# Poraj (osada leśna w województwie śląskim)
Poraj – osada leśna w Polsce położona w województwie śląskim, w powiecie myszkowskim, w gminie Poraj. 